# Ocyptamus elegans
Ocyptamus elegans är en tvåvingeart som först beskrevs av Giglio-tos 1892.  Ocyptamus elegans ingår i släktet Ocyptamus och familjen blomflugor. Inga underarter finns listade i Catalogue of Life.